# Monck Park
Monck Park är en park i Kanada.   Den ligger i provinsen British Columbia, i den södra delen av landet, 3 300 km väster om huvudstaden Ottawa. Monck Park ligger 633 meter över havet.
Terrängen runt Monck Park är huvudsakligen kuperad, men åt sydväst är den bergig. Monck Park ligger nere i en dal. Trakten runt Monck Park är nära nog obefolkad, med mindre än två invånare per kvadratkilometer.. Närmaste större samhälle är Merritt, 19,9 km väster om Monck Park. 
Trakten runt Monck Park består i huvudsak av gräsmarker.